# 呆佬賀壽
《呆佬賀壽》（英語：Thou Shalt Not Cheat），香港亞洲電視製作的劇集，共25集，監製龍紹基。
此劇原定於1998年亞視賀歲劇、但因播出外購劇集《施公奇案》而被抽起。最终在1998年3月9日才在本港台首播、對憾無綫劇集《聊齋（貳）》。但收視低迷，結局篇收視只得四點。

## 演員表
- 廖偉雄 飾 賀金寶
- 吳廷燁 飾 欣常歡
- 萬綺雯 飾 蘇鳳妮
- 羅青浩 飾 說書人/宋丙仁
- 謝雪心 飾 賀老太
- 文頌嫻 飾 阮小旋
- 江　毅 飾 蘇大貴
- 劉錫賢 飾 何家雞
- 黃美芬 飾 周婉潤
- 曾瑋明 飾 武　龍
- 陳存正 飾 武　鳳
- 梁　珊 飾 霞姐
- 江　圖 飾 羅大伯
- 蔡濟文 飾 羅小澤
- 吳　霆 飾 何家牛
- 田蕊妮 飾 MARIA
- 譚少瑛 飾 蘇林素素
- 羅　烈 飾 周　通
- 蘇　昶 飾 小　強
- 陳　東 飾 賀管家
- 蔡國威 飾 發
- 佘文炳 飾 六　叔
- 陳正君 飾 仇　軍
- 陳　銳 飾 霞姐手下－超
- 董　文 飾 霞姐手下－強
- 李俊德 飾 霞姐手下－力
- 楊萬達 飾 霞姐手下－仁
- 莊欣玲 飾 點心妹－嬌
- 林美華 飾 點心妹－蘭
- 馮麗嫦 飾 點心妹－王
- 石中玉 飾 掌　櫃
- 司馬華龍 飾 三太公
- 曾漢霖 飾 阿　唷

## 外部連結
1. ↑  [傳媒透視 一月份電視節目收視分析]